# ミッドナイト・スナイパー/人妻が目撃した死体なき殺人
『ミッドナイト・スナイパー/人妻が目撃した死体なき殺人』（ひとづまがもくげきしたしたいなきさつじん、Night Walk）は、1989年のアメリカ合衆国のサスペンステレビ映画。ロバート・ユーリック主演。日本では『ミッドナイト・スナイパー/死体なき殺人』というタイトルでテレビ放送された。

## ストーリー
家にこもりきりのジェネヴァ・ミラーは、夫である刑事弁護人のジェリーとの愛が乏しい生活に嫌気が差していた。ジェネヴァは1人になるため旅をすることに決めるが、束縛の激しいジェリーからは反対される。しかし反対を押し切って1人旅を決行したジェネヴァは、目的地の途中にあるレストランで食事を取る。そこには休暇を取って子供たちと旅行している、1年半前に妻を亡くした刑事のジェイク・サイモンがいた。ジェネヴァはレストランを発つ際にサイモンの車を損傷させてしまい、彼にその旨を伝えて自分の住所が書かれた紙を渡し、いくらかかったとしても全額弁償すると話して目的地に出発し、サイモンたちも別荘へと向かう。真夜中、目的地のビーチに来たジェネヴァは海に入って物思いにふけっていた。そのとき彼女は、浜辺で1人の男性が2人組みの男に追いかけられているのを見つける。そして男たちがその男性を撃ち殺す場面を目にしたジェネヴァは、浜辺の近くにある別荘に逃げ込む。
駆けつけた警察のブロディ刑事から事情聴取を受けていたジェネヴァは、そこに昼間会ったサイモンが現れたのを見て驚く。警察同伴で浜辺の現場検証を行うが、死体などの痕跡は全く残されておらず証言の信憑性が疑われる。しかしサイモンだけはジェネヴァの証言を信じ、彼女を別荘に送り届ける。彼女はジェリーからかかってきた電話に出て、彼と子どもを雑談をする。その後サイモンからここに来た理由を聞かれるが、私生活のことを話したくなかったジェネヴァは黙秘する。翌日再びサイモンらによる現場検証に立ち会った彼女だが、見つかるのはごみばかりだった。それでもジェネヴァからさらに詳しく情報を聞き出そうと、サイモンは絵師に似顔絵を描かせたり彼女と昼食をとったりしていた。するとジェネヴァが2人組みの1人が自分を見ていることに気づき、サイモンはその人物を捕らえようとするがすでに立ち去っていた。彼女の身を守るため別荘に帰らせたサイモンは、その場をブロディに任せて署で捜査を進めることにした。だが面通しのためブロディがジェネヴァを署に送る途中、犯人の2人組みが乗る車に追跡される。さらに彼らがブロディたちの車に発砲してきたため、ブロディは自分をおとりにして彼女を車から降ろして草むらに逃がす。2人組みはブロディを追い詰め、ジェネヴァの居場所を吐くよう脅すが言おうとしなかったため男は彼を射殺する。

## キャスト
| 役名                     | 俳優                     | 日本語吹替 | 日本語吹替   |
| 役名                     | 俳優                     | VHS版      | テレビ東京版 |
| ------------------------ | ------------------------ | ---------- | ------------ |
| ジェイク・サイモン       | ロバート・ユーリック     | 羽佐間道夫 | 若本規夫     |
| ジェネヴァ・ミラー       | レスリー＝アン・ダウン   | 武藤礼子   | 弥永和子     |
| ジェリー・ミラー         | マーク・ジョイ           | 小島敏彦   | 江原正士     |
| ブロディ                 | マイケル・オールドレッジ |            |              |
| ティモシー・アルフィエリ | ローレンス・P・ケイシー  | 戸谷公次   |              |
| ブライアン               | リッチー・ディヴァニー   |            |              |
| マット                   | ライアン・ユーリック     |            |              |
| チャンシー               | バート・レムゼン         |            |              |

- テレビ東京版：初回放送1994年4月21日 『木曜洋画劇場』

## スタッフ
- 監督：ジェロルド・フリードマン
- 脚本：ハリー・ロングストリート、レニー・ロングストリート
- 製作：ハリー・ロングストリート
- 製作総指揮：レニー・ロングストリート
- 撮影監督：トーマス・バースティン,C.S.C.
- プロダクションデザイナー：パム・ワーナー
- 編集：レイ・ダニエルズ
- 音楽：パトリック・ウィリアムズ